# Disputa de Heidelberg

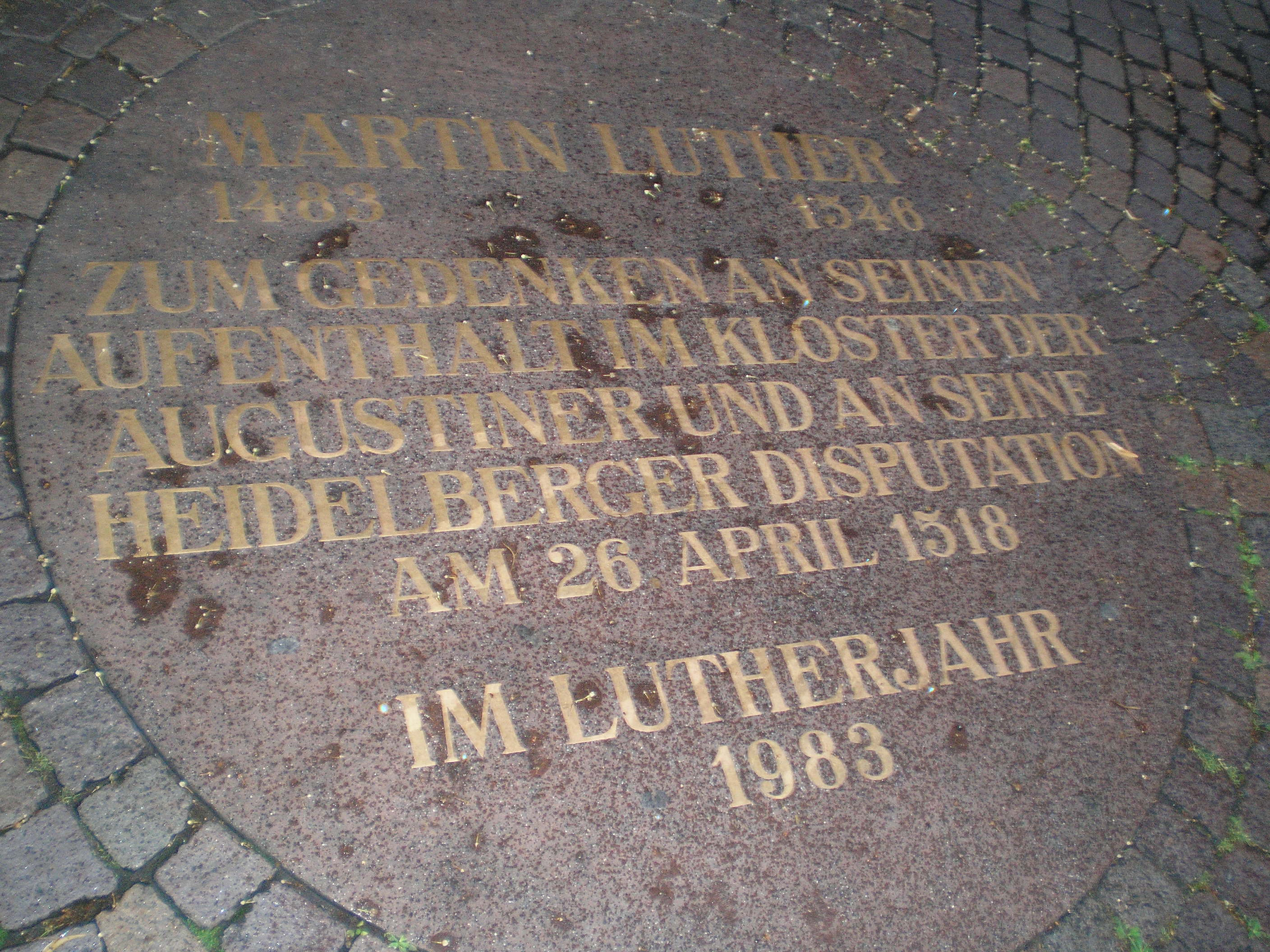
Placa de homenaje a Lutero en una calle de Heidelberg, Alemania, colocada en 1983 en el quinto centenario de su nacimiento.

La Disputa de Heidelberg (en alemán: Heidelberger Disputation) fue un evento ocurrido en el salón de lectura de la orden agustina en Heidelberg, Alemania, el 26 de abril de 1518. En ella el fraile Martín Lutero, como delegado por su orden, tuvo la ocasión de exponer sus puntos de vista. En defensa de sus noventa y cinco tesis publicadas pocos meses antes en Wittenberg, el 31 de octubre de 1517, que inició la Reforma protestante y que culminan en un contraste entre el amor divino y el amor humano, Lutero defendió la doctrina de la depravación humana y la esclavitud del albedrío. Martín Bucero, el reformador de Estrasburgo, admiraba a Lutero y se convirtió en uno de sus seguidores. Esta disputa también impulsó a Johann Eck a enfrentarse con Lutero en el Debate de Leipzig.

## Las 28 tesis
La disputa se basaba en 28 tesis y representa una evolución significativa de las noventa y cinco tesis de Lutero de una simple disputa sobre la teología detrás de las indulgencias a una plena teología, agustina, sobre la gracia soberana.